# El Dorado (1966.)
El Dorado, američki akcijski pustolovni vestern iz 1966. godine. Svojevrsni film blizanac filmu Rio Bravo.

## Sažetak
Mjesto radnje je El Dorado. Čovjek ima problema s plaćenim ubojicama i u pomoć mu dolazi prijatelj kauboj.

## Vanjske poveznice
- El Dorado u internetskoj bazi filmova IMDb-a
- El Dorado na AllMovie
- El Dorado na Rotten Tomatoes
- El Dorado na TMDB-u
- El Dorado na Filmaffinity